# ضغط سكوني

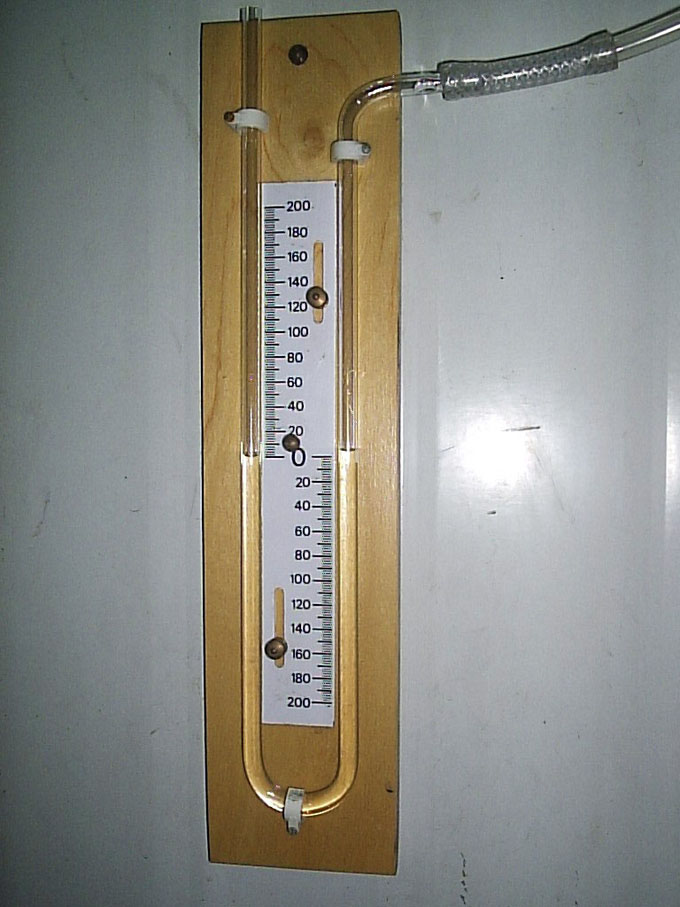

ضغط السكون أو الضغط الساكن هو الضغط الذي يؤثر به مائع ساكن على نقطة أو سطح ما، وحيث أن المائع ساكن فلا توجد قوى احتكاك بين طبقات المائع، لذلك فإن الضغط يعتمد على وزن أو عمق المائع فقط، وبالتالي يعتمد على الجاذبية. يُصبح مصطلح الضغط الساكن غير معرفاً في حالة انعدام الجاذبية.
يُستخدم مصطلح الضغط الساكن في عدة نواحي في علم ميكانيكا الموائع، منها:
- تصميم الطائرات: يشير الضغط الساكن هنا إلى ضغط الهواء في نظام الضغط الساكن للطائرة.
- ديناميكا الموائع: يستخدم العديد من مؤلفي المراجع العلمية مصطلح الضغط الساكن بدلاً من الضغط فقط منعاً للالتباس، ومع ذلك قد يُستخدم مصطلح الضغط فقط للإشارة إلى الضغط الساكن عند نقطة معينة في المائع.
- الموائع الساكنة: يستخدم بعض المؤلفين مصطلح الضغط الساكن في مواضيع الموائع الساكنة.

## استخدام الضغط الساكن في تصميم وتشغيل الطائرات
يعمل مقياس ارتفاع الطائرة بواسطة نظام الضغط الساكن، ويعمل مقياس سرعة الطائرة بواسطة نظام الضغط الساكن، ونظام بيتوت الساكن. يكون نظام الضغط الساكن معرض للهواء المحيط بالطائرة، لقياس ضغط الهواء الجوي عند الارتفاع الذي تحلق عنده الطائرة. تُسمى هذه الفتحة في النظام بالمنفذ الثابت.
يختلف ضغط الهواء المحيط بالطائرة اختلافاً طفيفاً في المواضع المختلفة حول الطائرة أثناء طيرانها، لذلك يجب على مصمم الطائرة أن يختار موضع المنفذ الثابت بحذر. لا يوجد نقطة في المحيط الخارجي للطائرة، يكون ضغط الهواء فيها مماثل للضغط الجوي عند الارتفاع الذي تحلق عنده الطائرة، وذلك لكل زوايا مواجهة الهواء.
ينتج عن ذلك الاختلاف في الضغط، خطأ صغير في الارتفاع المقاس بواسطة مقياس الارتفاع، وفي سرعة الهواء المقاسة بواسطة مقياس السرعة. يُسمى هذا الخطأ بالخطأ الموضعي.
تكون وظيفة مصمم الطائرة بعد تحديد موضع المنفذ الثابت، هي التأكد من أن قيمة الضغط في نظام الضغط الساكن للطائرة مقاربة قدر الإمكان من قيمة الضغط الجوي عند الارتفاع الذي تحلق عنده الطائرة، خلال النطاق التشغيلي للوزن والسرعة.
يصف العديد من المؤلفين الضغط الجوي عند الارتفاع الذي تحلق عنده الطائرة، بالضغط الساكن للتدفق الحر. سلك مؤلف واحد على الأقل طريقاً مختلفاً لتجنب الحاجة إلى تعبير الضغط الساكن للتدفق الحر. كتب جراسي: «الضغط الساكن هو ضغط الهواء الجوي عند مستوى طيران الطائرة». وأشار بعد ذلك، إلى الضغط عند أي نقطة بالقرب من الطائرة بالضغط الساكن المحلي.

## الضغط الساكن في ديناميكا الموائع
يُعتبر مصطلح الضغط مصطلحاً أساسياً في دراسة الموائع. يُمكن أن يُعرف الضغط عند أي نقطة في المائع، سواء كان المائع متحركاً أو ساكناً. يُمكن قياس الضغط بواسطة عدة أجهزة، مثل: الباروميتر، وأنبوب بوردون، والمانوميتر الزئبقي، وطرق أخرى متنوعة.
نشأ مفهوم الضغط الكلي، ومفهوم الضغط الديناميكي من معادلة برنولي، ويظهر لهما أهمية كبيرة في دراسة جميع تدفقات الموائع (هذان المصطلحان ليسا ضغوط بالمعنى المعروف، فلا يُمكن قياسهما بواسطة أنبوب بوردون أو الباروميتر أو المانوميتر).
يستخدم العديد من مؤلفي المراجع العلمية مصطلح الضغط الساكن لتمييزه عن الضغط الكلي والضغط الديناميكي، منعاً لحدوث أي التباس عند الإشارة إلى الضغط في ديناميكا الموائع. يُتبر مصطلح الضغط الساكن مماثلاً لمصطلخ الضغط، ويُمكن تحديده عند أي نقطة في تدفق المائع.
كتب إل جي كلانسي في الديناميكا الهوائية:

«لتمييز الضغط الساكن عن الضغط الكلي والضغط الديناميكي، فإن الضغط الفعلي للمائع المرتبط بحالة المائع وليس بحركته، يُشار إليه دائماً بالضغط الساكن، ولكن هذا عندما يُستخدم مصطلح الضغط فقط للإشارة إلى الضغط الساكن.».
تُعتبر معادلة برنولي أحد المعادلات الأساسية في ديناميكا الموائع الغير قابلة للانضغاط. يكون ارتفاع المائع في العديد من حالات تدفق المائع صغيراً بحيث يُمكن إهماله. وبذلك التبسيط، تًصبح معادلة برنولي للموائع الغير قابلة للانضغاط كالتالي:
{\displaystyle P+{\tfrac {1}{2}}\rho v^{2}=P_{0}}
حيث:
- {\displaystyle P\;}: الضغط الساكن.
- {\displaystyle {\tfrac {1}{2}}\rho v^{2}}: الضغط الديناميكي، ويُرمز له عادة {\displaystyle q\;}.
- {\displaystyle \rho \,}: كثافة المائع.
- {\displaystyle v\,}: سرعة التدفق.
- {\displaystyle P_{0}\;}: الضغط الكلي للمائع، ويكون ثابتاً على امتداد خطوط السريان، ويُعرف أيضاً بضغط الركود.

يكون لكل نقطة في التدفق المستقر للمائع، ضغطها الساكن {\displaystyle P\;}، وضغطها الديناميكي {\displaystyle q\;}، وضغطها الكلي {\displaystyle P_{0}\;}. يتغير الضغط الساكن والضغط الديناميكي بشكل ملحوظ خلال المائع، لكن الضغط الكلي يبقى ثابتاً على امتداد كل خط سريان. يكون الضغط الكلي متساوي على كل خطوط السريان في التدفق اللادوراني، وبالتالي يكون ثابتاً خلال تدفق المائع بأكمله.
يُمكن تلخيص الصورة المبسطة من معادلة برنولي في المعادلة الكلامية التالية:
الضغط الكلي = الضغط الساكن + الضغط الديناميكي
إن الصورة المبسطة من معادلة برنولي أساسية لفهم تصميم وتشغيل السفن، والطائرات منخفضة السرعة، ومؤشرات قياس سرعة الطائرات منخفضة السرعة، التي تكون سرعتها القصوى أقل من 30% من سرعة الصوت.
يستخدم أيضاً بعض المؤلفين في ديناميكا الموائع مصطلح الضغط الساكن بدلاً من الضغط، في التطبيقات الغير مرتبطة مباشرة بمعادلة برنولي. وذلك نتيجة للانتشار الواسع لفهم العلاقة بين الضغط الساكن ومعادلة برنولي.
أصدر المعهد البريطاني للمعايير هذا تعريفاً في معجمه عن المصطلحات المتعلقة بالطيران، ينص على أن:
الضغط الساكن هو الضغط عند نقطة على جسم يتحرك في مائع.

## الضغط الساكن في الموائع الساكنة
يُستخدم مصطلح الضغط الساكن في الموائع الساكنة أحياناً، للإشارة إلى الضغط عند عمق معين في المائع. يكون المائع ساكن بالكامل في حالة الموائع الساكنة، وتُصبح مصطلحات الضغط الديناميكي والضغط الكلي غير مستخدمة. وبالتالي، يكون هناك خطر التباس عند استخدام مصطلح الضغط، لكن بعض المؤلفين يختاروا أن يستخدموا مصطلح الضغط الساكن في بعض المواقف.